# Anogramma reichsteinii
Anogramma reichsteinii är en kantbräkenväxtart som beskrevs av Fraser-jenkins. Anogramma reichsteinii ingår i släktet Anogramma och familjen Pteridaceae. Inga underarter finns listade.